# Lungenfuchser
Lungenfuchser ist eine alte Bezeichnung aus der Studentensprache des 18. Jahrhunderts, aber auch des beginnenden 19. Jahrhunderts für eine bei den damaligen Stoßmensuren mit Stichwaffen übliche, oft tödliche Verletzung der Lunge. 

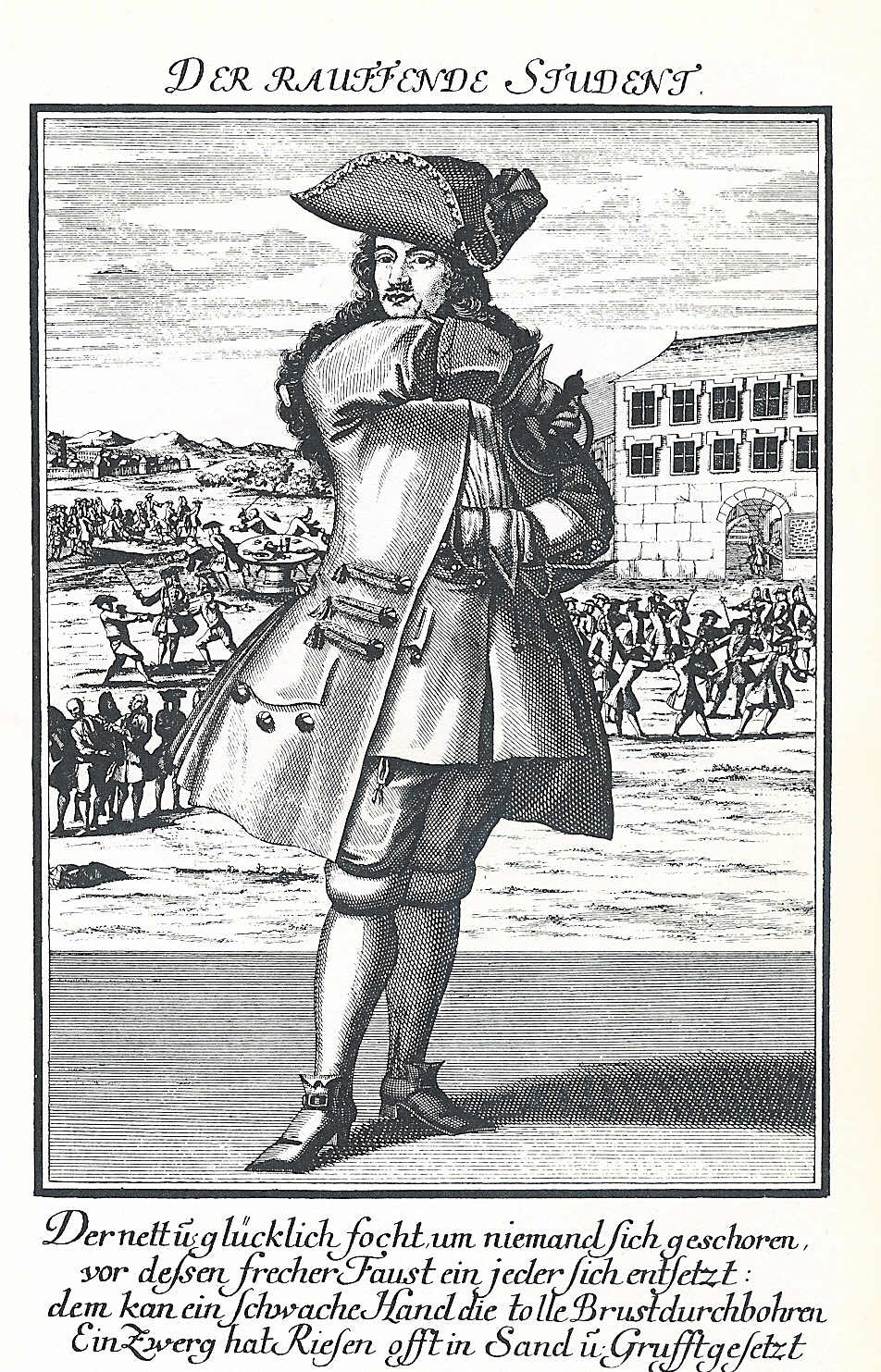
Johann Georg Puschner: Der Rauffende Student, Kupferstich von 1725

Diese Möglichkeit der schweren Verletzung führte seit 1767 bei den Studentenverbindungen zuerst in Göttingen zur Einführung des Hiebfechtens. Die dazu benötigte neue Waffe, der Göttinger Hieber, war der Vorläufer des noch heute verwendeten Korbschlägers. Nach und nach wurde von allen deutschen Universitäten das Stoßfechten verboten, so in Breslau 1819 und zuletzt in Jena 1840.
Da das Stoßfechten aber bei den Studenten der Theologie wegen der relativ unsichtbaren Schmisse beliebt war, fand die Umstellung nur zögerlich statt. So ist noch für das Jahr 1860 in Würzburg die letzte Stoßmensur belegt. Der letzte nachzuweisende tödliche Unfall bei einer Stoßmensur ereignete sich 1845 in Jena; der Grabstein des damaligen Opfers, des Burschenschafters Adolph Erdmannsdörffer, ist noch heute an der Kirche zu Wöllnitz erhalten. Anderen Angaben zufolge wurde noch eine weitere Stoßmensur mit tödlichem Ausgang 1847 in München ausgefochten.
Einen Einblick in die Gefährlichkeit und Unberechenbarkeit des studentischen Stoßfechtens im 18. Jahrhundert gibt die Beischrift zu einem Kupferstich von Johann Georg Puschner von 1725:
DER RAUFFENDE STUDENT

Der nett und glücklich focht, um niemand sich geschoren,

vor dessen frecher Faust ein jeder sich entsetzt:

dem kan ein schwache Hand die tolle Brust durchbohren

Ein Zwerg hat Riesen offt in Sand und Grufft gesetzt